# Eusebiu Tudor
Eusebiu Tudor (n. 1 iulie 1974, Ploiești) este un antrenor de fotbal român, fost fotbalist care a jucat pe postul de mijlocaș și care actualmente este antrenorul echipei Unirea Ungheni,din Liga 2.